# 天都山
座標: 北緯44度0分3.83秒 東経144度14分23.6秒 / 北緯44.0010639度 東経144.239889度

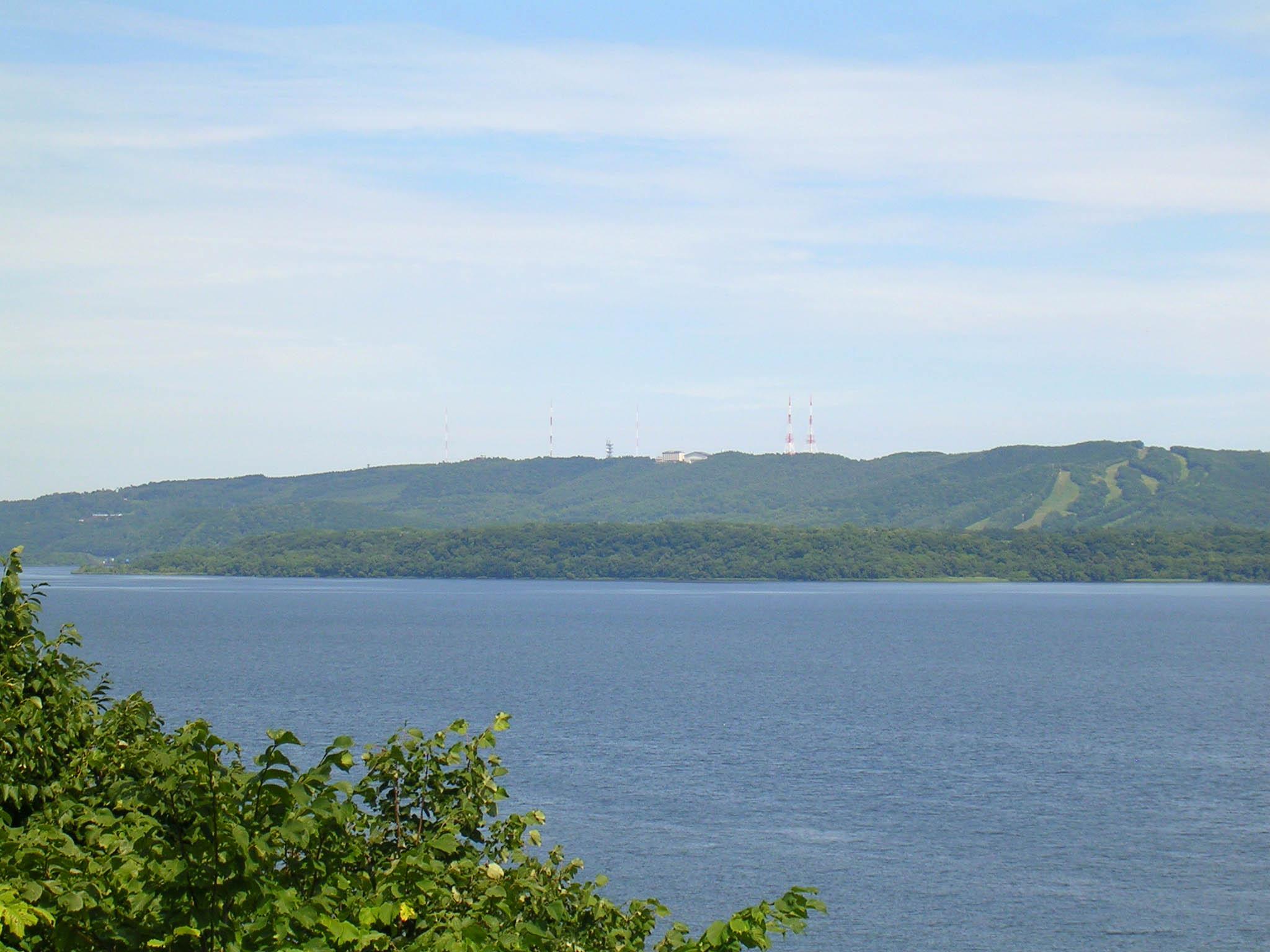
網走湖岸で見た天都山（2007年8月）

天都山（てんとざん）は、北海道網走市市街地の南西にある標高207メートルの山である。国の名勝に指定（1938年指定）されている。網走国定公園に属する。

## 概要
山頂には展望台が設置され、網走湖や能取湖、オホーツク海、知床半島や斜里岳・海別岳等の知床連山まで望むことができる。展望台は無料。展望台に隣接してオホーツク流氷館、天都山さくら公園がある。さくら公園にはおおよそ1000本のエゾヤマザクラがあり、桃色の花を咲かせ花見客を集める。花の見ごろである5月には市民有志の主催で「天都山さくらまつり」が開催される。

## 施設
山頂には天都山展望台・オホーツク流氷館、北海道立北方民族博物館、レークビュースキー場、フラワーガーデンはな・てんと、その他公園施設が整備されているほか、山腹網走湖側には博物館網走監獄があり、天都山一帯が網走市の主要観光地となっている。
なお、山頂周辺にはNHK北見放送局と民間放送のテレビ・ラジオ送信所がある。詳細は網走送信所を参照。

## 交通
市街地より天都山を経由して呼人地区を結ぶ北海道道683号大観山公園線が通るほか、国道39号から博物館網走監獄を経由して山頂に至る網走市道天都山線がある。市中心部からは車で約10分程度である。
網走駅・網走バスターミナルより、網走バスによって路線バス（網走市内観光施設めぐり・天都山線）が運行される。冬期の流氷観光シーズンには、網走流氷観光砕氷船「おーろら」乗り場（道の駅流氷街道網走）との間での運行に延長される。網走駅前より網走刑務所経由で約10分程度である。

## ギャラリー

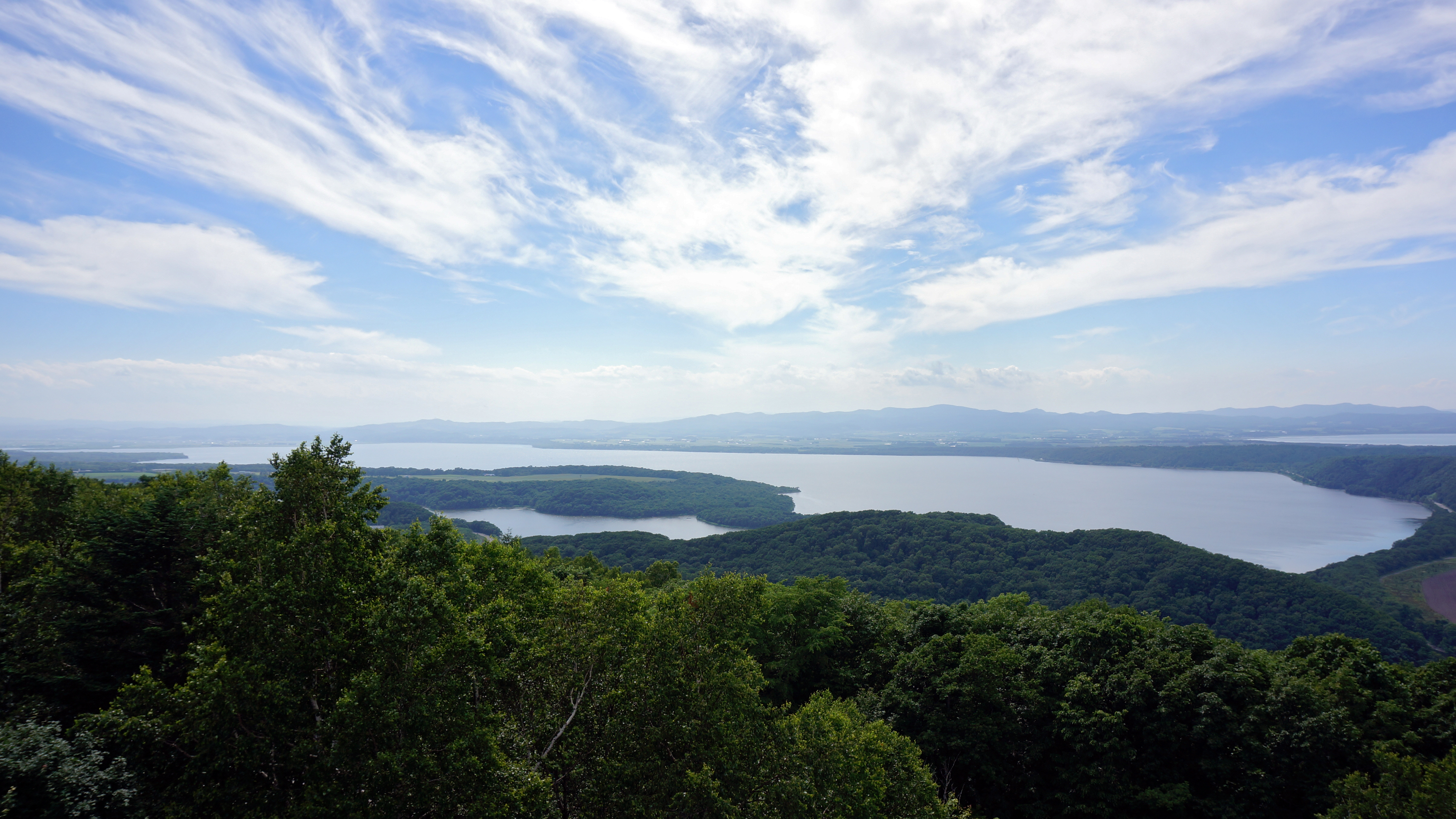
天都山から見た網走湖（2013年7月）
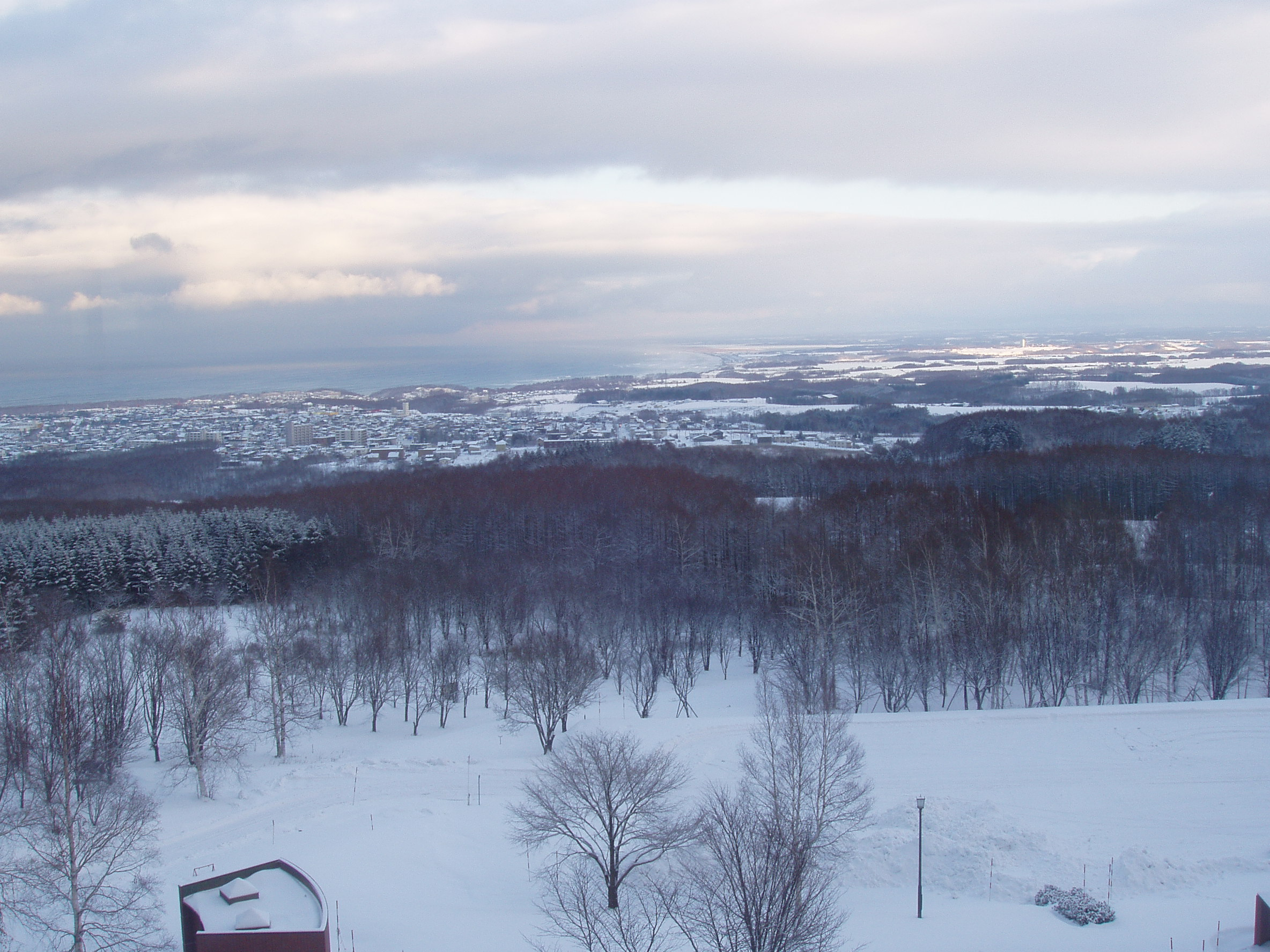
天都山頂上より網走市街を見る（2004年12月13日撮影）
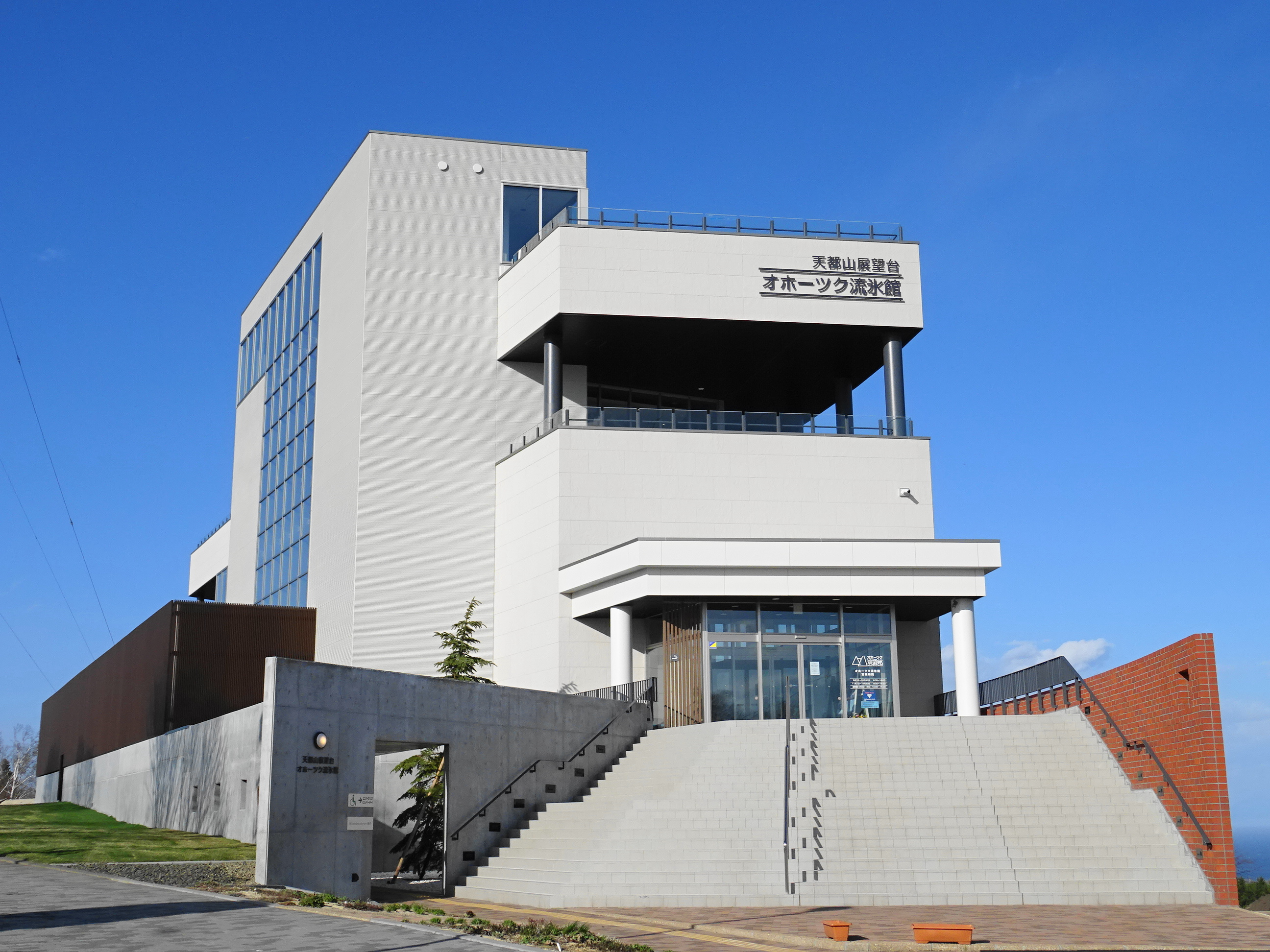
天都山展望台・オホーツク流氷館